# Biografisches Nachschlagewerk
Als biografisches Nachschlagewerk (gelegentlich auch Personenlexikon) oder allgemeiner biografisches Informationsmittel werden in der Informationswissenschaft Nachschlagewerke bzw. Informationsmittel bezeichnet, die aufgrund ihrer Anlage bzw. Struktur zum gezielten Auffinden von Informationen zur Biografie einer bestimmten Person geeignet sind, vom Inhalt her handelt es sich demnach um Sammelbiografien.
Häufig finden sich beim Eintrag zur jeweiligen Person auch bibliografische Informationen, etwa zu Sekundärliteratur oder bei Schriftstellern zu Ausgaben der Werke. Umgekehrt enthalten bibliografische Nachschlagewerke, die nach Autoren gegliedert sind, häufig zu den einzelnen Autoren auch kurze biografische Angaben wie etwa Lebensdaten. Mischformen, die sowohl ausführliche bibliografische Informationen als auch eine Darstellung der Biografie bieten, werden als Biobibliografien bezeichnet, ein bekanntes Beispiel ist das Biographisch-Bibliographische Kirchenlexikon (BBKL).
Je nachdem, wie sich der Kreis der behandelten Personen beschränkt, werden biografische Nachschlagewerken unterschieden:
- räumlich: 
  - Nationalbiografie (Beispiel: Allgemeine Deutsche Biographie),
  - Regionalbiografie (Beispiel: Badische Biographien),
  - Lokalbiografie (Beispiel: Braunschweigisches Biographisches Lexikon)
- zeitlich: 
  - Epochenbiografie (Beispiel: Biographisches Lexikon zur Weimarer Republik. München 1988)
- nach Zugehörigkeit zu einer Gruppe oder Institution: 
  - Gruppenbiografie (Beispiel: Wer ist wer im Judentum? München 21996),
  - Fachbiografie (Beispiel: Personenlexikon Religion und Theologie. Göttingen 1998),
  - Berufsbiografie (Beispiel: Großes Sängerlexikon. München 1997; Biographisches Lexikon zur Pflegegeschichte. Berlin & Wiesbaden 1997),
  - Institutionenbiografie (Beispiel: Mitgliederverzeichnis der Deutschen Mathematiker-Vereinigung. Berlin 1956 ff.)

Zu den für die Geschichtswissenschaft spezifischen Formen biografischer Informationsmittel gehört
die Prosopografie, die systematische Zusammenstellung und Erforschung eines bestimmten Personenkreises und die resultierenden Arbeiten (Beispiel: Prosopographia Imperii Romani).
Verzichtet eine Biografie auf räumliche Beschränkungen, so spricht man von internationalen Biografien, gibt es keine Beschränkung des Kreises der dargestellten Personen, so  spricht man von Allgemeinbiografien.
Eine Biografie, die sich in räumlicher, zeitlicher und thematischer Hinsicht keinerlei Beschränkungen auferlegt, wird Universalbiografie genannt. Beispiele solch breit angelegter Werke, die Personen „aller Zeiten und Völker“ verzeichnen, sind vor allem historisch, etwa François-Xavier de Fellers sechsbändiges Werk Biographie universelle ou dictionnaire des hommes qui se sont faits un nom par leur génie, leurs talents, leurs vertus, leurs erreurs ou leurs crimes von 1781.